# Jean Tijou
Jean Tijou (fl. XVII secolo) è stato un artigiano francese mastro ferraio, che visse e lavorò in Gran Bretagna per sfuggire alle persecuzioni religiose.

## Biografia
Non si hanno informazioni precise sulle sue origini, anche se in alcuni testi sono ipotizzati gli anni 1652 e 1718, mentre in altri si parla di 1650 e novembre 1712, rispettivamente per la nascita e la morte. Per il momento è stato confermato che Jean Tijou è di origine francese e che lasciò la madre patria dopo il 1685 a seguito della revocazione dell'Editto di Nantes e delle successive persecuzioni religiose, essendo lui ugonotto.
Scarse sono anche le informazioni relative ai suoi primi anni in Inghilterra, di certo si sa che arrivò dai Paesi Bassi al seguito di Guglielmo III d'Inghilterra nel 1689 e che, per volere del re, iniziò subito una stretta collaborazione con il famoso architetto inglese Sir Christopher Wren. Fu grazie a questa collaborazione che nascono preziose opere in ferro battuto come la King's Staircase e le dodici griglie per i giardini del Palazzo Hampton Court (1701), che portano il suo nome "Tijou screen", e le griglie che decorano l'interno della Cattedrale di San Paolo, di cui la più famosa è quella dell'altare maggiore chiamata in suo onore "Tijou Gates".
Meritano di essere citati anche altri lavori di Jean Tijou, fra cui le griglie di Kensington Palace, di Petworth House, Chatsworth House, Burghley House e Marlborough House.

## Pubblicazioni
- Nouveau livre de dessins (1693 - Londra)[8]

## Galleria d'immagini

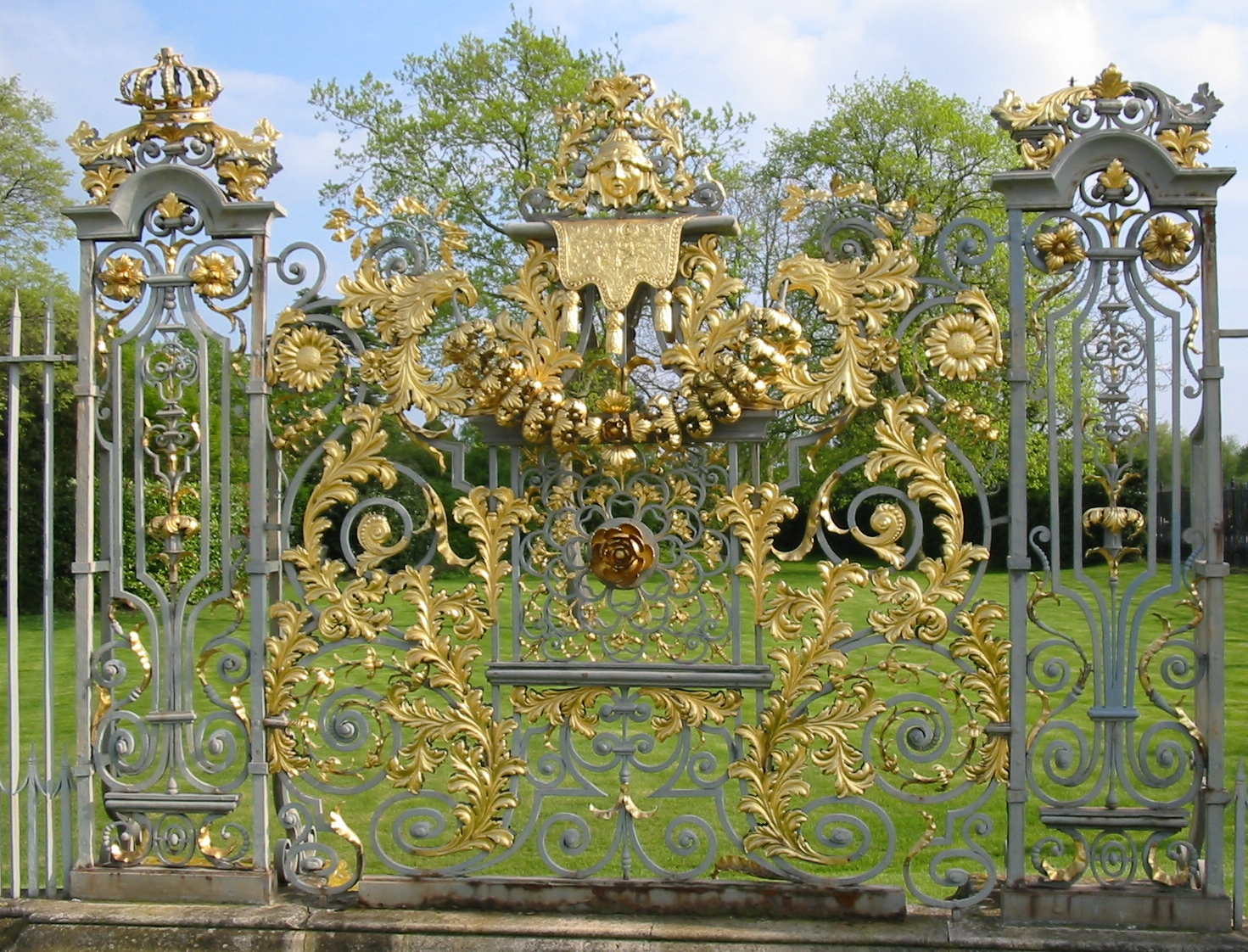
L'Inghilterra
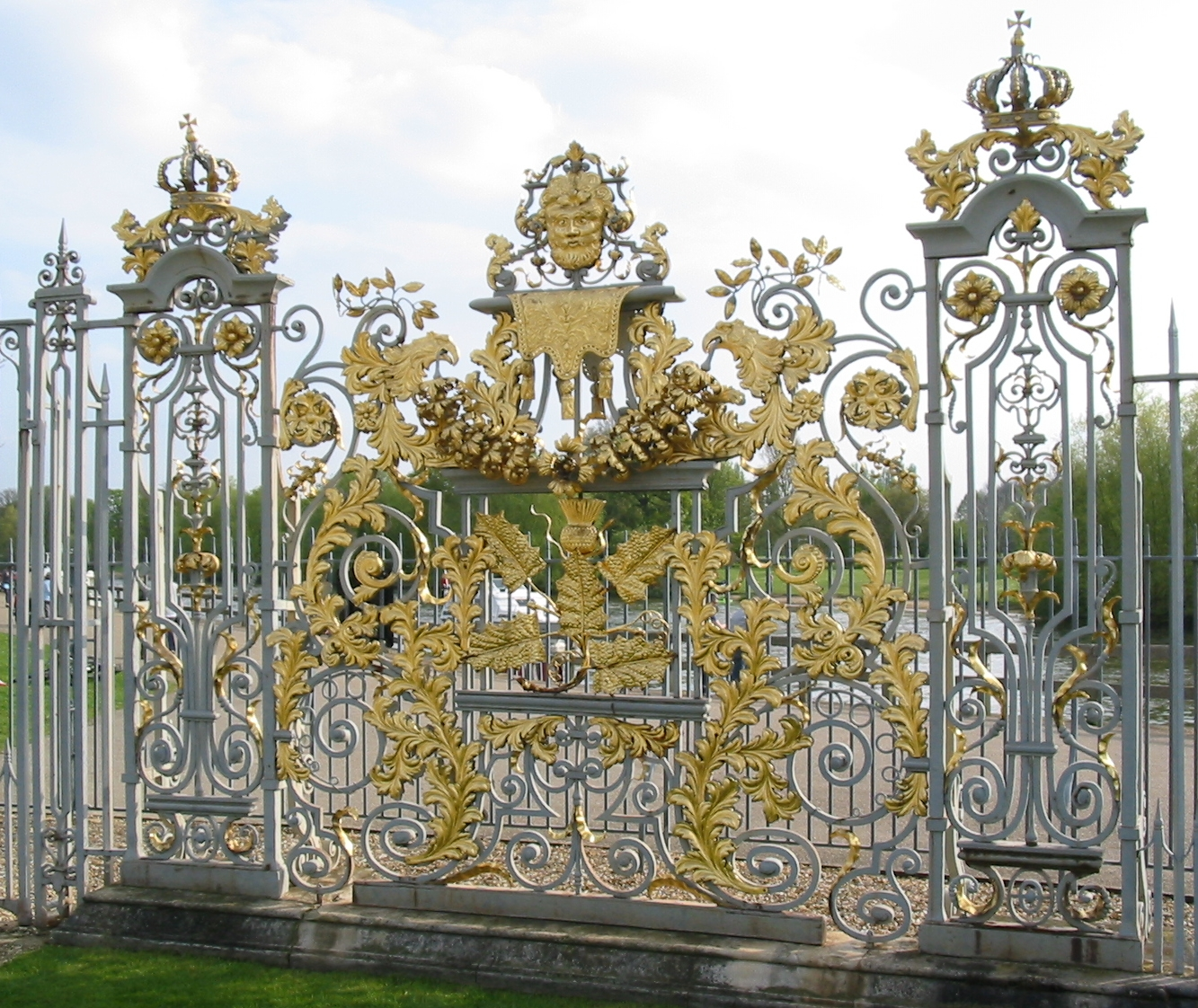
La Scozia
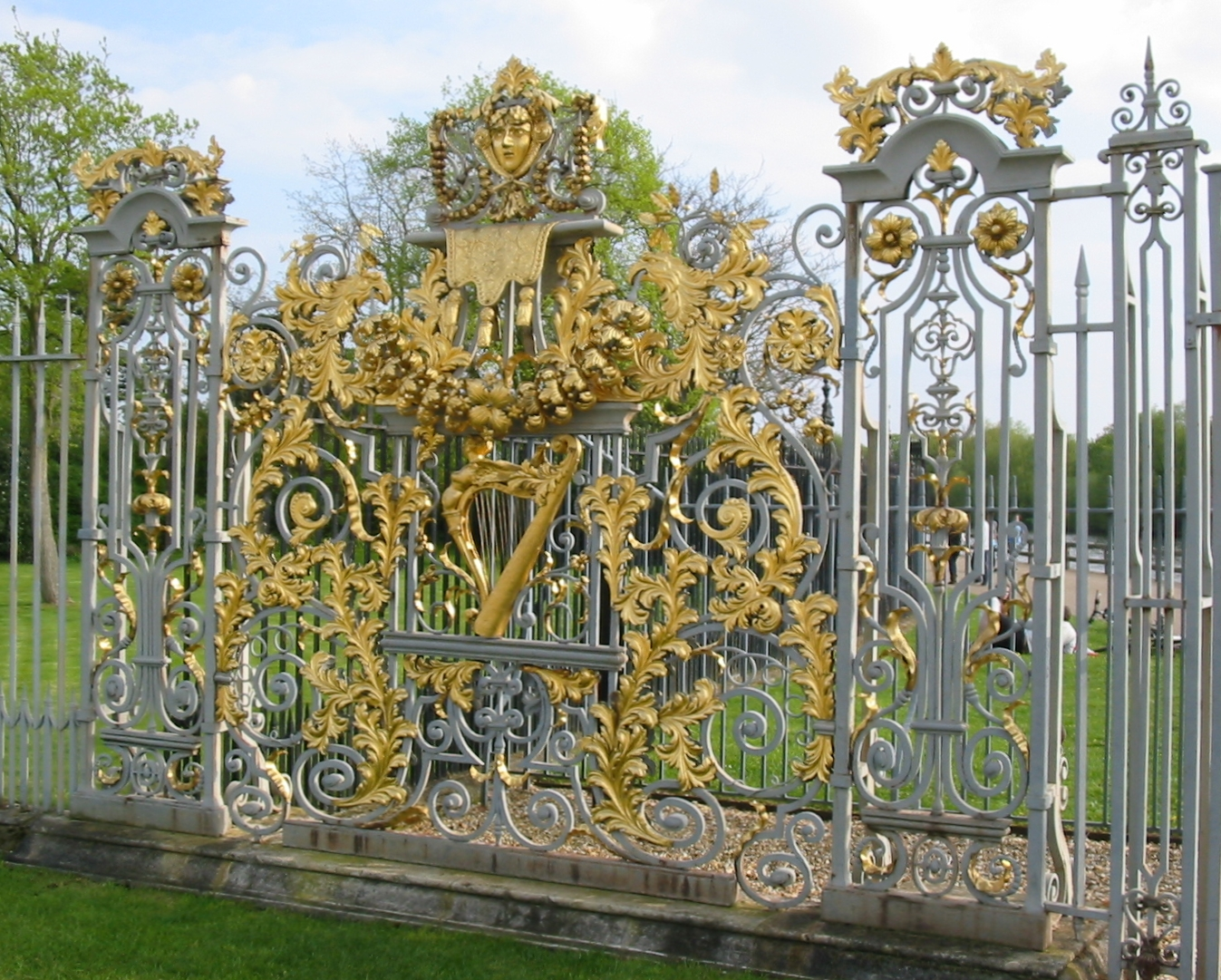
L'Irlanda
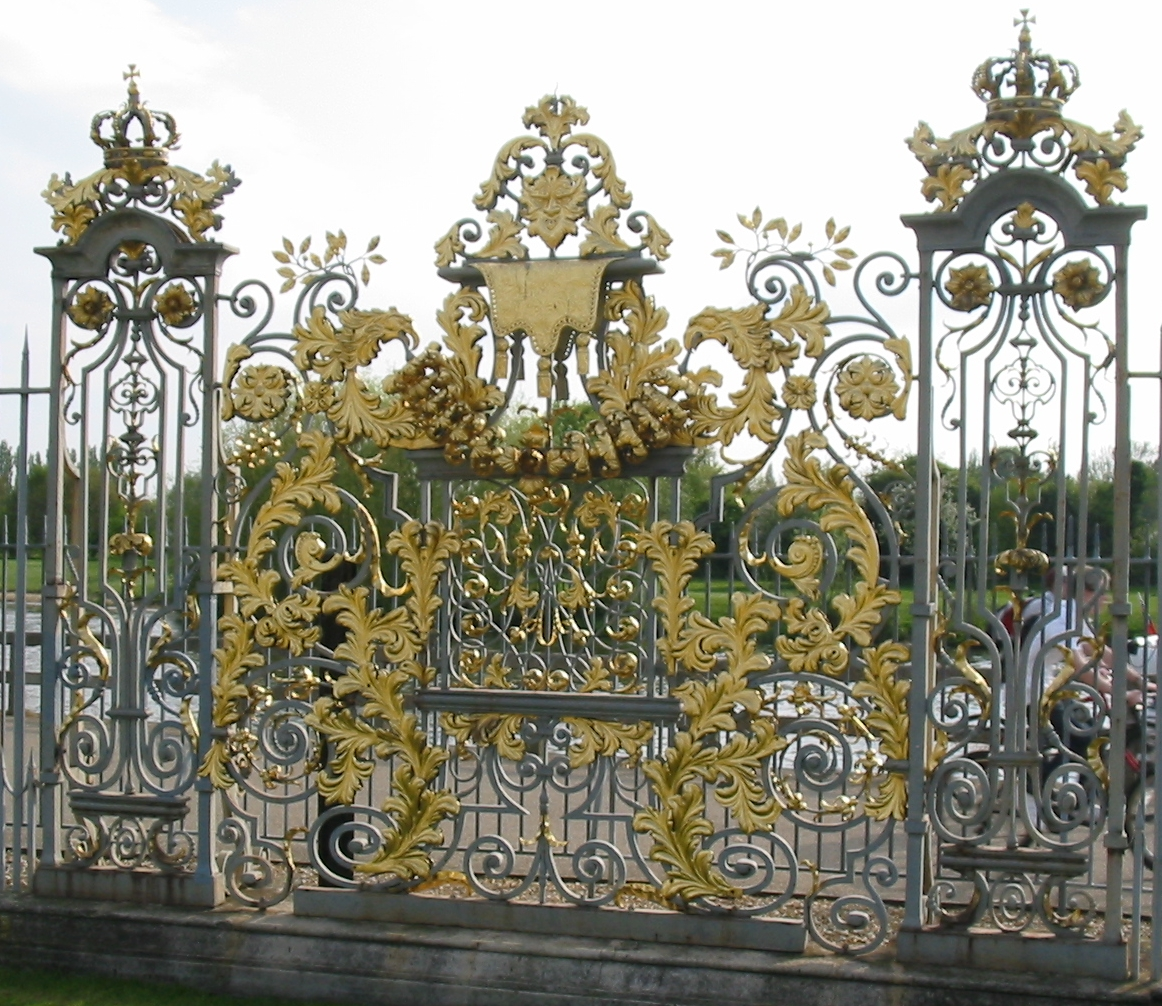
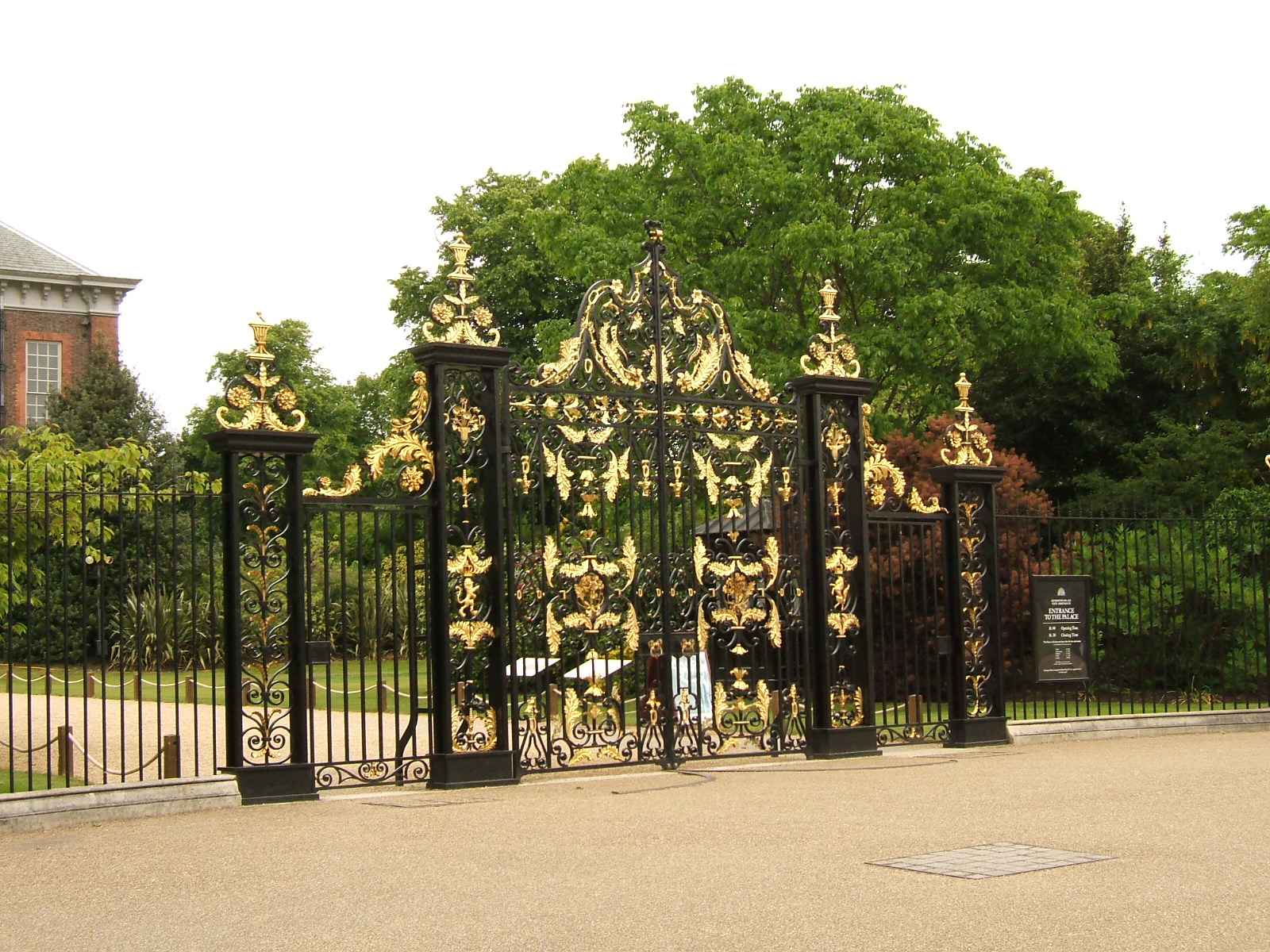
Kensington Palace